# Calliophis maculiceps
Calliophis maculiceps е вид змия от семейство Аспидови (Elapidae). Видът не е застрашен от изчезване.

## Разпространение и местообитание
Разпространен е във Виетнам, Камбоджа, Лаос, Малайзия (Западна Малайзия), Мианмар и Тайланд.
Обитава гористи местности, крайбрежия и плантации.